# Теннисон, Альфред
А́льфред Те́ннисон, 1-й барон Теннисон (англ. Alfred Tennyson, 1st Baron Tennyson; 6 августа 1809 — 6 октября 1892) — английский поэт, один из крупнейших представителей английской поэзии викторианской эпохи. Назначенный Поэтом-лауреатом Соединённого Королевства в ноябре 1850 года, Теннисон занимал эту должность почти 42 года, больше, чем кто-либо другой. Среди его наиболее известных произведений — цикл эпических поэм о короле Артуре и «рыцарях круглого стола» «Королевские идиллии», поэма «Волшебница Шалотт» и стихотворение «Улисс». В марте 1884 года Теннисону был пожалован наследственный титул пэра и он заседал в Палате лордов до своей смерти.

## Раннее творчество
Родился и провёл детство в Линкольншире; в его поэзии отразились впечатления живописной природы его родины. Отец Теннисона был священником, по женским линиям вёл свой род от Плантагенетов. Теннисон получил прекрасное воспитание. Вместе со своим старшим братом Чарльзом, имевшим также склонность к поэтическому творчеству, Теннисон издал в 1827 году сборник стихов «Poems of Two Brothers» (анонимно).
В 1828 году Теннисон вместе с братом вступил в Тринити-колледж Кембриджского университета, но покинул его без учёной степени. Университетский период ознаменовался дружбой с Галамом (сыном историка), ранняя и трагическая смерть которого вдохновила впоследствии Теннисона на одно из его самых замечательных произведений, «In Memoriam». В университете он получил золотую медаль за поэму «Тимбукту», написанную на заданный Академией сюжет. Критика («Atheneum» и др.) отметила это раннее произведение молодого поэта. Через два года умер его отец и Альфред ушёл из университета, не окончив его.
В 1830 году вышел второй сборник Теннисона — «Poems, Chiefly Lyrical» (всего 53). В нём собрано много стихотворений, ставших впоследствии очень популярными, и есть намёки на раздвоенность души, на борьбу чувства и ума, воплощённую потом более совершенно в «The Two Voices». Несмотря на несомненный талант, проявленный в сборнике, критикой, за немногими исключениями, он был встречен неприязненно (в особенности известным «обличителем» Китса Вильсоном, в журнале «Блэквуд»).
В 1832 году вышел его третий сборник, в котором помещены некоторые из его лучших произведений: «The Lady of Shalott», «Œnone», «The Lotos-Eaters», «A Dream of Fair Women», «The Palace of Art» и другие. Этот сборник значительно выше предыдущего; стих гораздо проще и музыкальнее, чувства и настроения более разнообразные и глубокие. И всё-таки в этих стихах, как и во многих позднейших, есть некоторая односторонность, составляющая особенность поэзии Теннисона, преимущественно останавливающегося на чистых чувствах.

## Зрелый период
В 1842 году вышло новое издание стихов Теннисона, в которое вошли самые известные из его лирических стихотворений и поэм: «Ulysses», «Lady Clara Vere de Vere», «Locksley Hall», «The Blackbird», «Of old sat Freedom on the heights…», «Sir Launcelot and Queen Guinevere», «The Beggar Maid», «The Two Voices» и другие. Сборник вызвал всеобщие восторги и выдвинул Теннисона в ряд первоклассных английских поэтов. В нём обозначились все лучшие свойства поэзии Теннисона: глубокий лиризм, чутьё природы, уменье воссоздавать все особенные чары спокойного английского пейзажа, описывать английскую жизнь во всех её видах, как замки баронов, так и избы крестьян. Мелодичный, нежный и колоритный стих сливается с философским содержанием, отражающим идейную жизнь современной поэту Англии — борьбу позитивной науки со спиритуалистическими стремлениями. В этом сборнике проявилось также особое искусство Теннисона создавать поэтические женские образы: Лилиана, королева мая, Элинора и другие — целая галерея неувядаемых художественных женских характеров. В дальнейшем своём творчестве Теннисон всё более обогащал и разнообразил свою галерею.
В 1850 году Теннисон женился, получил звание «поэта-лауреата» и издал «In Memoriam A. H. H.». Книга вышла сначала анонимно, но никто не сомневался в том, что один только Теннисон мог написать её. «In Memoriam A. H. H.» — ряд отдельных элегических стихотворений, вызванных смертью Галлама; по выражению одного критика, это «один из самых богатых даров, принесённых дружбой на алтарь смерти». Теннисон окружил романтическим ореолом свою дружбу к умершему юноше и создал современную пару прославленным античным идеалам дружбы. Основное настроение этих стихотворений — аккорд любви и чувства утраты; мысль автора никогда не покидает могилу, но есть переход от беспросветной скорби к утешению, которое приносит вера, спасающая от скептицизма.
В 1853 году началась война в Крыму, в которой боевые действия вели французы, турки, подданные королевства Сардиния и англичане против Российской империи. В битве при Балаклавской долине под русским огнём погибла английская Лёгкая кавалерийская бригада, которую Теннисон воспел в стихотворении «The Charge Of Light Brigade».
Следующее крупное произведение Теннисона — поэма «Maud» (1855), история трагической любви, изложенная от имени несчастного героя, который произносит пламенные речи против пошлости окружающей жизни и благословляет войну как средство возбудить взрыв благородных чувств и заставить замолкнуть дух наживы, охвативший Англию. «Maud» вызвала большие порицания, потому что казалась апологией войны — в противоположность намерению автора, который вовсе не отождествлял себя со своим героем.
В 1869 году вышел сборник «Святой Грааль и другие поэмы» в основе которого лежат произведения Томаса Мэлори.
Теннисон написал стихотворение по случаю перезахоронения останков американского писателя Эдгара Аллана По в 1875 году, которое было зачитано на церемонии.
Его последним, написанным за день до смерти, стихотворением было «Crossing the Bar» — религиозные строфы, говорившие о примирении со смертью; переложенные на музыку, они были исполнены в день его похорон. По желанию поэта похороны его имели светлый, торжественный характер; траур заменён был преобладанием белого цвета в одеждах и убранстве Вестминстерского аббатства, где он погребён (в «уголке поэтов» — «Poets' Corner»).

## Потомки
В 1853 году Теннисон арендовал поместье Фаррингфорд-хаус (англ.) в приходе Фрешуотер на острове Уайт, а в 1856 году купил его. Позднее, в 1884 году, Теннисону был присвоен созданный для него титул барона Теннисона Элдвортского, в графстве Суссекс, и Фрешуотерского, на острове Уайт (Baron Tennyson, of Aldworth in the County of Sussex and of Freshwater in the Isle of Wight), принадлежащий к пэрству Соединённого королевства. Теннисон, ранее отказывавшийся от титула в 1865 и 1868 годах, принял пэрство от королевы Виктории, его горячей поклонницы, во многом ради своих детей. 11 марта 1884 года он занял место в Палате лордов.
Сын поэта — Холлам Теннисон (1852—1928), 2-й барон Теннисон — был генерал-губернатором Австралии. Его сын — Лайонел, 3-й барон был капитаном сборной Великобритании по крикету. Оба его сына, 4-й и 5-й бароны, не оставили детей, и в 2006 году титул перешёл к Дэвиду, правнуку второго сына поэта.

## Значение Теннисона
Для Теннисона свойственны предельные музыкальность и живописность, подчас перехлёстывающие через край, как у французских «парнасцев». В эпоху модернизма началась реакция против чрезмерного возвеличивания Теннисона викторианцами. Его представляли как певца британского империализма и эпигона «проклятых» романтиков, который не высказал ни одной оригинальной мысли. Подобная судьба постигла веком ранее кумира XVIII века Александра Поупа.
Характерно в этом плане отношение Дж. Джойса, чей альтер эго Стивен в «Портрете художника» ниспровергает Теннисона как заурядного «рифмоплёта», наделяя издевательским прозвищем Лаун-Теннисон. Даже Британская энциклопедия признаёт, что многое в стихотворном наследии Теннисона «можно назвать приторным и банальным, помпезным и напыщенно-претенциозным», а многое есть не более чем «изложение сладкозвучным метром мелких и путаных мыслишек».
Тем не менее, подобно Поупу, лорд Теннисон остаётся одним из самых цитируемых английских поэтов. В частности, заключительная строка из его поэмы «Улисс» — «Бороться, искать, найти и не сдаваться» — была выбрана девизом Олимпийских игр в Лондоне в 2012 году.